# Technoavia Rysatschok
Die Technoavia Rysatschok (russ. kleiner Traber) ist ein Mehrzweckflugzeug des russischen Herstellers Technoavia.

## Geschichte
Die Rysatschok wurde als Ersatz für die Antonow An-2 konstruiert. Als Mehrzweckflugzeug ist sie für kurze Strecken und Flugplätze mit schlechter Infrastruktur optimiert. Die Maschine sollte von RKZ Progress in Samara produziert werden. Der Erstflug erfolgte am 2. Dezember 2010. Es wurden fünf Maschinen produziert, mit denen eine Flugerprobung stattfand. Eine Maschine wurde dazu an die Michail-Gromow-Hochschule für Flugforschung überführt. General Electric unterzeichnete mit Technoavia Anfang 2011 einen Vertrag zur Ausrüstung der Maschine mit General Electric H80-Triebwerken anstelle der Walter M601. Die Zertifizierung wurde im Januar 2015 wegen Problemen mit der Finanzierung abgebrochen.

## Konstruktion
Die Rysatschok ist ein freitragender ungepfeilter Tiefdecker mit einziehbarem Dreibeinfahrwerk. Das Höhenleitwerk ist auf den Rumpf aufgesetzt. Neben der 10-sitzigen Basisversion sind Versionen für 16 und 19 Insassen geplant, für die der Rumpf gestreckt werden soll.

## Technische Daten
| Kenngröße             | Daten                            |
| --------------------- | -------------------------------- |
| Besatzung             | 2                                |
| Passagiere            | 8                                |
| Länge                 | 12,44 m                          |
| Spannweite            | 18,0 m                           |
| Höhe                  | 5,38 m                           |
| Flügelfläche          | 30,5 m²                          |
| Flügelstreckung       | 10,6                             |
| Nutzlast              | 1500 kg                          |
| Leermasse             | 3800 kg                          |
| max. Startmasse       | 6000 kg                          |
| Reisegeschwindigkeit  | 250–390 km/h                     |
| Höchstgeschwindigkeit |                                  |
| Dienstgipfelhöhe      | 6000 m                           |
| Reichweite            | 2000 km                          |
| Triebwerke            | zwei Walter M-601F mit je 580 kW |